# Station Dolwyddelan
Dolwyddelan is een spoorwegstation van National Rail in Conwy in Wales. Het station is eigendom van Network Rail en wordt beheerd door Transport for Wales. 